# Ciutat de Viena: vida vienesa
Ciutat de Viena: vida vienesa (en alemany Stadt Wien – Wiener Wohnen), com a departament del municipi de la ciutat de Viena, és l'empresa municipal de gestió de propietats més gran d'⁣Europa amb la seva seu a Viena. Gestiona, renova i administra uns 220.000 apartaments municipals (inclosos uns 1.200 apartaments de servei de consergeria i 7.500 apartaments sota gestió externa), 6.000 locals comercials i més de 47.000 places de garatge i aparcament a Viena, una superfície total de 13.444.841 metres quadrats (aproximadament). A més de 1.829 camps de futbol. El 31 % dels vienesos viuen en habitatges comunals (al voltant de 500.000 persones), cosa que converteix la ciutat de Viena en la propietat més gran d'Europa.
Les empreses de la ciutat de Viena d'acord amb la secció 71 de la Constitució de la ciutat de Viena no són societats comercials sota el dret de societats, sinó departaments gestionats operativament. Ocupen empleats de la ciutat de Viena i el seu pressupost apareix al pressupost de la ciutat de Viena. Així és com Wiener Wohnen opera, entre altres coses, un centre de serveis.

## Propòsit
Segons l'article 2 dels estatuts, l'objectiu de l'empresa és proporcionar i crear apartaments de lloguer que compleixin els estàndards moderns per a persones de baixos ingressos i famílies amb necessitat d'habitatge. En conseqüència, la finalitat també inclou la construcció, rehabilitació i gestió d'edificis residencials urbans (constituïts per pisos, locals comercials, garatges), així com la compra i venda d'immobles d'acord amb l'objecte social.

## Història
La situació era quasi indescriptible de misèria residencial de les famílies obreres en habitatges de lloguer (o edificis d'apartaments, com s'anomenaven a Viena) a principis del segle xx, així que es decidí emprendre la construcció d'habitatges municipals a Viena. Després de la victòria del Partit dels Treballadors Socialdemòcrates a les eleccions municipals de Viena el 1919, es van posar les primeres pedres dels primers edificis municipals de Viena (promoció d'habitatges al Schmelz, Metzleinstalerhof). El 1923, sota el regidor de Finances Hugo Breitner, es va introduir l'impost sobre l'habitatge de Viena i es va iniciar el primer programa municipal d'habitatge (25.000 apartaments), seguit l'any següent pel segon (30.000 apartaments). El 1933, s'havien construït uns 64.000 apartaments municipals a Viena, inclòs el Karl-Marx-Hof, que encara és l'edifici residencial continu més llarg del món.
Durant l'austrofeixisme i el període nacionalsocialista, la construcció d'habitatges municipals a Viena gairebé es va aturar i no es va reprendre fins després de la Segona Guerra Mundial. L'any 1969 es va acabar el pis municipal número 100.000 després de la Segona Guerra Mundial.
El primer centre municipal d'assessorament en matèria d'habitatge es va obrir l'any 1976 a Doblhoffgasse, a la 1a planta al districte obert. Les agendes de gestió de la propietat urbana, que estaven dividides entre diversos departaments municipals (MA 27, MA 50, MA 52), es van combinar el 1997 al recentment fundat departament municipal 17 - Vienna Living.
Amb la decisió de l'Ajuntament de Viena del 29 d'abril de 1999, es va crear el departament municipal 17 - Vienna Living a partir de l'1 d'abril. El gener de 2000, va ser transferida a una empresa propietat de la ciutat de Viena (el seu propi grup de comptabilitat, però no externalitzat i encara sota la responsabilitat política d'un ajuntament titular). L'any 2000 es va fundar "Wiener Wohnen - Customer Service GmbH" com a filial, i el 2002 "Wiener Wohnen - Haus- & Außenbetreuung GmbH".
L'últim edifici municipal de Viena fins ara es va construir l'any 2004, a Rößlergasse a Liesing. Des d'aleshores, el municipi de Viena ja no es construeix per si mateix, sinó que dona suport econòmicament als habitatges socials de promotors privats. Aquests apartaments subvencionats per la ciutat no s'assignen a través de la ciutat de Viena - Wiener Wohnen, sinó a través de "Wohnservice Wien GmbH" (45 % de quota de la ciutat de Viena, 55 % de Wohnfonds Wien). De cara a les eleccions a l'Ajuntament de Viena, l'alcalde Michael Häupl va anunciar a la primavera de 2015 que l'administració de la ciutat tornaria a construir els seus apartaments.

## Dotació d'habitatge
Per poder llogar un pis municipal, els qui busquen un pis han de complir uns requisits:
- La persona ha de tenir la seva residència principal a Viena durant almenys dos anys (això també s'aplica a les persones que es mouen amb ella).
- Tenir una edat mínima de 17 anys en el moment de presentar-lo.
- Han de ser ciutadans d'Àustria, UE, EEE, Suïssa i equivalents (refugiats reconeguts, així com "residents de llarga durada" segons la Llei d'assentament i residència - NAG) i
- No ha de superar un determinat límit d'ingressos.[9]
- Els interessats poden obtenir informació a la "Wohnberatung Wien" de Guglgasse a la 3a planta. Districte.[10]

A més, s'ha de presentar un dels motius de reserva següents, que indica una necessitat urgent d'habitatge:
- Amuntegament (massa gent en un espai massa petit).
- Perill per a la salut de l'apartament.
- Necessitats d'habitatge relacionades amb la malaltia i l'edat.
- Per a parelles i persones menors de 30 anys que no tenen el seu propi apartament ("Jungwienervormerkung").
- En llars separades.
- Abandonament d'un pis de l'empresa sense culpa pròpia.
- Habitatge per a persones amb discapacitat.

## Intercanvi d'apartaments
Els llogaters d'un apartament municipal poden intercanviar els seus apartaments a través de l'intercanvi Wiener Wohnen si volen mudar-se a l'altre apartament. El requisit previ és que hi hagi una raó important per canviar de casa (p. B. mida de l'apartament més adequada) i que l'arrendament d'ambdós hagi existit durant almenys cinc anys (segons l'article 13 de la Llei d'arrendament - MRG). Tanmateix, també és possible que els llogaters d'un pis municipal i els llogaters principals d'habitatges cooperatius o privats intercanviïn apartaments. En aquest cas, els respectius administradors de finques s'han d'acordar abans de la presentació. Un anunci d'intercanvi es pot col·locar gratuïtament a l'anunci d'apartaments mensual publicat per Stadt-Wien Wiener Wohnen. A més, en aquesta publicació s'anuncien els pisos municipals amb traspassos privats, les anomenades “adjudicacions directes”.

## Mesures
La ciutat de Viena – Wiener Wohnen ha pres les mesures següents per millorar la qualitat de vida als habitatges municipals en els darrers anys:

### Participació del llogater
La codeterminació en l'edificació comunitària és obligatòria des de l'1 de gener. El gener de 2000 es va consagrar a l'"Estatut de codeterminació de llogaters per a llogaters d'edificis residencials de la ciutat de Viena - Wiener Wohnen". Regula la cooperació entre els llogaters i l'Ajuntament de Viena – Wiener Wohnen pel que fa als drets d'informació, control i participació en el marc d'una associació de llogaters. Per exemple, el dret a participar:
- En el manteniment i millora del conjunt residencial
- Cost d'explotació
- Construcció i manteniment d'ascensors
- Equipaments comunitaris
- Canvi de gestió de la propietat

### Joc net en la construcció comunitària
Les normes de la casa per als edificis residencials de la ciutat de Viena formen part del contracte de lloguer i contenen els drets i obligacions dels llogaters i són la base d'una bona cooperació en els edificis municipals. Els assessors de normes han estat en moviment als complexos residencials de la ciutat des de la tardor de 2009, fent que els llogaters coneguin les normes de la casa. Esteu autoritzat a donar avisos i emetre avisos i informes de sancions. Com a part de la campanya "Fair Play in Municipal Building" l'any 2010, destacats futbolistes com Herbert Prohaska, Peter Pacult, Veli Kavlak i Alexander Gorgon van fer campanya per la justícia a l'edifici municipal.

### Videovigilància
La prova pilot de videovigilància es va iniciar l'any 2008 a vuit edificis municipals seleccionats amb l'objectiu de protegir de contaminació i danys els llocs poc visibles de garatges, escombraries, ascensors i soterranis. El desembre de 2009, la Comissió de Protecció de Dades de la Cancelleria Federal va aprovar la videovigilància il·limitada en edificis municipals on hi havia danys especialment elevats per danys materials i robatoris. A finals de 2011, s'hi instal·laven i estaven en funcionament unes 2.800 càmeres en 22 complexos residencials.

### Col·laboració amb parella viva
Wohnpartner és un servei ofert per Wohnservice Wien Ges.mbH Com a successor de la gestió de l'àrea de Viena, implementa mesures en nom de l'Ajuntament de Viena per enfortir la comunitat i millorar el propi entorn de vida i de vida, treballant estretament amb. Wiener Wohnen. wohnpartner dona suport als llogaters en els conflictes del barri i intenta resoldre els problemes juntament amb ells. Pel seu treball , wohnpartner va ser guardonat amb el Premi d'Integració austríaca en la categoria "Empresa i treball" l'any 2011.

### Enquesta a llogaters
La ciutat de Viena - Wiener Wohnen va realitzar l'enquesta d'inquilins més gran d'Àustria el 2008. Uns 45.000 llogaters van retornar el qüestionari emplenat. L'empresa va rebre fortes crítiques del públic i va rebre el premi Gran Germà per adjuntar un codi de barres amb un número de client ocult als 220.000 qüestionaris i, al mateix temps, garantir l'anonimat.

### Modernitzacions
La modernització contínua de l'habitatge municipal és una tasca essencial de l'empresa. L'any 2010 es van reformar 19.960 habitatges municipals en 87 conjunts residencials per uns 495 milions d'euros l'any 2011 hi havia 19.403 habitatges en 101 conjunts residencials. Els costos van ser d'uns 562 milions d'euros.

## Crítica

### Investigacions sobre suborns
El febrer de 2017, 32 empleats de Wiener Wohnen van ser suspesos o traslladats per sospita de suborn en relació amb un presumpte frau que implicava milions de persones en renovacions. Un total de 93 persones i dotze empreses estan investigades per presumptament cobrar per serveis que només es van prestar parcialment o de menor qualitat.

### Crítica al Tribunal de Comptes
L'any 2018, el Tribunal de Comptes va criticar les deficiències en l'adjudicació dels contractes i el control, així com la retribució superior a la mitjana de la direcció en un informe d'auditoria. La supervisió incompleta de la construcció, que només es va dur a terme de manera aleatòria, en reparar apartaments buits i reparar defectes va provocar un alt nivell d'error de càlcul i una mala mà d'obra. Segons el Tribunal de Comptes, els danys només per al període 2012-2014 van ser d'uns 66,64 milions d'euros i uns 121,1 milions d'euros.

### Alta taxa de desocupació d'apartaments
L'abril de 2018, a través d'una investigació del consell municipal, es va saber que a finals de 2017, gairebé 9.000 dels aproximadament 209.000 apartaments municipals de Viena o el 4,25 % dels apartaments estaven buits. Aquesta proporció ha estat d'1,9 des del 2013, augmentant el tant per cent considerablement, amb un augment massiu de la proporció d'apartaments que no es lloguen des de fa més d'un any. L'ÖVP sospita que aquestes xifres no reflecteixen les vacants reals i suposa 20.000 apartaments municipals vacants o 10 % de la capacitat.